# Petrogale penicillata
Petrogale penicillata är en pungdjursart som först beskrevs av Alan Maurice Gray 1827. Petrogale penicillata ingår i släktet klippkänguruer och familjen kängurudjur. Inga underarter finns listade.
Arten blir 51 till 58,5 cm lång (huvud och bål), har en 50 till 70 cm lång svans och väger 4,7 till 10,9 kg. Ovansidan är huvudsakligen täckt av mörkbrun till mörkgrå päls med inslag av rött. På halsen och på axlarna är pälsen mera grå. Typiska är ljusa strimmor på kinderna och den yviga svansspetsen. På bröstet finns vanligen en krämvit fläck.
Pungdjuret förekommer i östra Australien. Arten vistas i klippiga regioner som är täckta av regnskog eller mera öppna habitat. Individerna bildar grupper med upp till 30 medlemmar. En mindre population infördes på Hawaii och en annan population i Nya Zeeland. Den senare finns inte kvar.
Petrogale penicillata är främst aktiv under skymningen och gryningen. Den gömmer sig på dagen i större bergssprickor eller i andra håligheter. Födan utgörs främst av gräs och örter som kompletteras med blommor, frön och frukter. Dräktigheten varar cirka 31 dagar och de nyfödda ungarna stannar i genomsnitt 204 dagar i pungen (marsupium). Efter ungefär 18 månader blir honor könsmogna. I norra delen av utbredningsområdet uppstår ibland hybrider med Petrogale herberti.
Ungdjur jagas av introducerade rödrävar och med getter har nya konkurrenter tillkommit. Fram till mitten av 1900-talet jagades arten intensiv av människor vad som minskade beståndet. I viss mån kan även landskapsförändringar påverka populationen. Enligt uppskattningar minskade beståndet under 21 år före 2016 med upp till 30 procent. IUCN kategoriserar arten globalt som sårbar.

## Bildgalleri

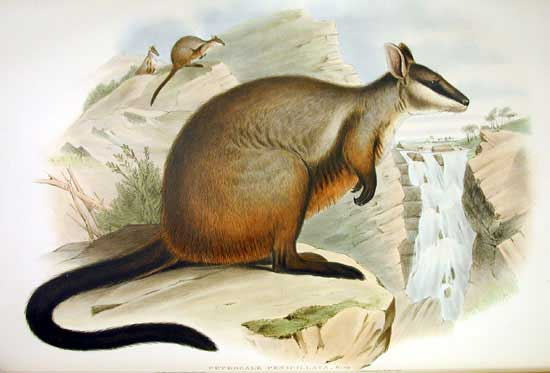
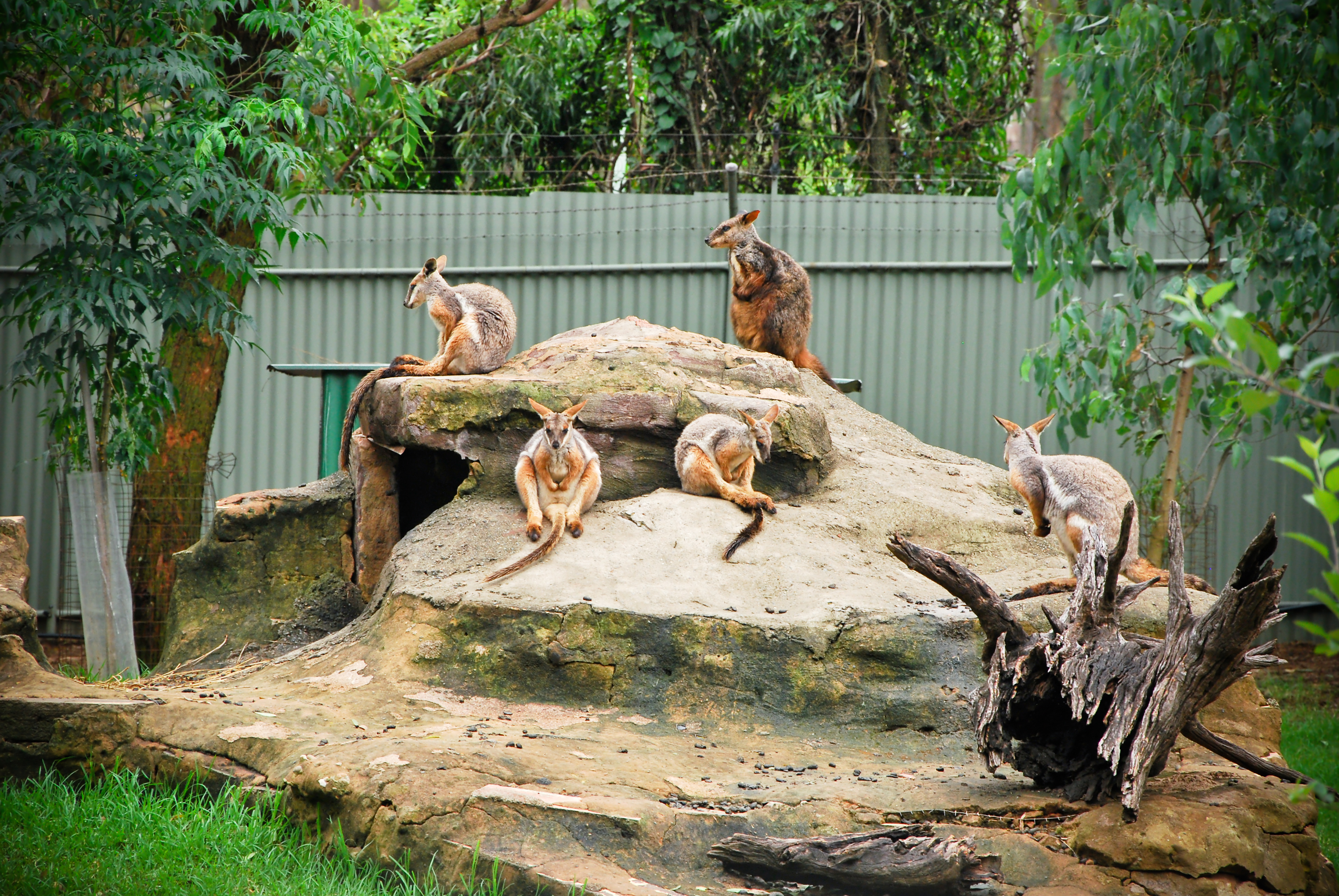
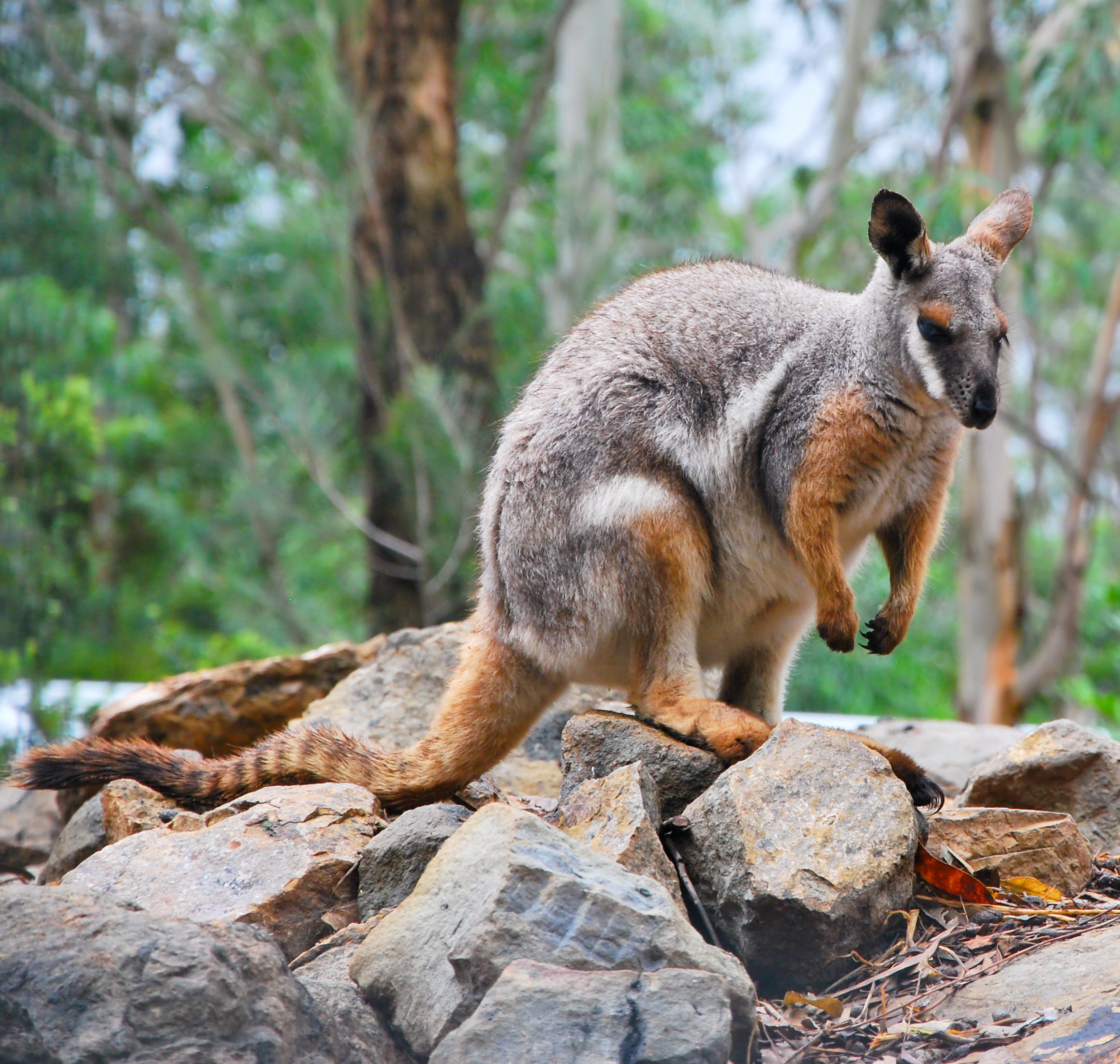